# Melanagromyza spilanthis
Melanagromyza spilanthis este o specie de muște din genul Melanagromyza, familia Agromyzidae, descrisă de Spencer în anul 1984.
Este endemică în Columbia. Conform Catalogue of Life specia Melanagromyza spilanthis nu are subspecii cunoscute.